# Raynald Fucho
Raynald Fucho (né en 1963, en Allemagne) est un fulleur français.

## Historique

### Jeunesse et formation
Fils d'un militaire coopérant à Rabat pour la Garde Royale du Roi du Maroc Hassan II, muté à Marseille, dans la campagne lyonnaise, au camp de munitions d'une base militaire, retiré à Port-Barcarès près de Perpignan, il devient boulimique et atteint les 139kg avant de rencontrer Dominique Valera. Il monte à Paris où il devient agent de sécurité de la Locomotive, à Pigalle.

### Carrière
Raynald Fucho est ceinture noir  4e degré de full-contact, qui lui a été délivrée par Dominique Valéra dont il fut l'assistant pendant 10 ans. 
Il est le président de l'IFA  (International Full Contact Association) et de la FBA (Fight Boxing Association). Il est médaille de bronze, d'argent et d'or de la Ville de Paris et l'entraineur personnel de la journaliste Audrey Pulvar.

## Récompenses
Chevalier de l'Ordre du Mérite sportif (médaille interministérielle)  

## Palmarès

### Full-Contact
Version W.A.K.O / I.K.L. / I.S.K.A.
Catégories lourd et super-welter
- 58 combats : 49 victoires (22 KO), 7 défaites, 2 nuls
- Championnat du Monde
  - Champion : 2 fois
  - Vice-champion : 3 fois
- Championnat d'Europe
  - Champion : 2 fois
  - Vice-champion : 3 fois
- Championnat de France
  - Champion : 7 fois
- Coupe de France
  - Vainqueur : 6 fois
- membre de l'équipe de France : 8 fois médaillé, 3 médailles de bronze, 3 d'argent, 2 d'or.
  - classé numéro 2 mondial au rating des champions.

Record du monde en boxe anglaise sur sac de frappe soit 100 rounds de 3 minutes Raynald Fucho a boxé pendant 7 heures d'affilée à raison de 200 coups de poing par round, un véritable exploit pour un sportif de 100 kg.

### Entraineur masculin
- - Champion du Monde
  - Champion d'Europe
  - Vainqueur de la Coupe de France
  - Champion de France
  - 3 sélection en Equipe de France

### Entraineur féminin
- - Vice championne du monde de boxe anglaise (W.B.F.)
  - Championne d'Europe de Full Contact
  - Championne de France de Full Contact